# Бабашов, Владимир Васильевич
Владимир Васильевич Бабашов (род. 18 ноября 1951, Пенза, СССР) — советский хоккеист.

## Биография
Владимир Бабашов родился 18 ноября 1951 года в Пензе. Первым клубом в карьере игрока стал пензенский «Дизелист», за который Бабашов выступал во второй лиге СССР. В 1973 году перешёл в другой клуб второй лиги — киевский «Сокол». С 1973 по 1978 год выступал за клуб в первой лиге, с 1978 по 1980 год — в высшей лиге чемпионата СССР по хоккею с шайбой. Сезон 1980/81 провёл за ижевскую «Ижсталь», после чего перешёл в клуб второй лиги «Буран». В 1983 году завершил карьеру игрока.
Всего в чемпионате СССР провёл 163 матча, забросил 52 шайбы и отдал 31 голевую передачу.
В сезоне 1987/88 вернулся на лёд, сыграл 2 матча за «Дизелист» во второй лиге СССР.
Игрок ветеранской команды «Легенды хоккея».